# 291 Alice
För andra betydelser, se Alice (olika betydelser).
291 Alice eller 1954 UJ3 är en liten asteroid i huvudbältet, som upptäcktes den 29 april 1890 av den österrikiske astronomen Johann Palisa. Varför den namngavs till Alice är inte känt.
Den tillhör asteroidgruppen Flora.
Alice senaste periheliepassage skedde den 24 februari 2022. Dess rotationstid har beräknats till 4,31 timmar.